# Sarcodexia lambens
Sarcodexia lambens е насекомо от разред Двукрили, хранещ се с мъртви организми, факултативен паразит. Видът е живораждащ като ларвата се излюпва в половия канал или веднага след снасянето на яйцето. Видът е разпространен на Американския континент – от южните части на САЩ до Парагвай и Аржентина. Благодарение на човешката дейност видът е интродуциран и на островите Кук и Самоа.